# Sweet Talker
Sweet Talker는 영국의 팝 가수 겸 작곡가인 제시제이의 3번째 정규 앨범으로, 2014년 10월 10일 발매되었다.